# 金龍寺 (調布市)
金龍寺（きんりゅうじ）は、東京都調布市にある曹洞宗系の単立寺院。

## 歴史
創建年代は不明である。ただ江戸時代後期の地誌『新編武蔵風土記稿』によれば、開山は岳応守英とし、1644年（正保元年）に寂していることから、その頃までには既に存在していたものと推測される。また一説によれば、臨済宗の宗祖千光国師栄西が1206年（建永元年）に創建したという異説も伝わっている。
かつては幼稚園「調布るんびに幼稚園」を運営し、幼児の教育にあたっていた。しかし2022年（令和4年）に閉園した。

## 交通アクセス
- つつじヶ丘駅より徒歩7分。